# Włoska Dolina
Włoska Dolina (ang. Italia Valley) − dolina na Wyspie Króla Jerzego w Antarktyce między Kasprowym Wierchem a Urwiskiem Dutkiewicza. U jej nasady znajduje się Wróbel Valley tuż pod Lodowcem Ekologii. Dolina opada stamtąd w kierunku północnym, uchodząc do fiordu Ezcurra (część Zatoki Admiralicji). Nazwę nadała polska ekspedycja polarna dla upamiętnienia miejsca założenia bazy pierwszej włoskiej ekspedycji antarktycznej (1975-76).